# Голобрадек, Ян
Ян Голобрадек (чеш. Jan Holobrádek; 8 февраля 1915 или 8 апреля 1915[…], Бржецлав — 13 января 1986) — чехословацкий гребец, выступавший за сборную Чехословакии по академической гребле в 1930-х годах. Один из гребцов чехословацкой восьмёрки на летних Олимпийских играх в Берлине.

## Биография
Ян Голобрадек родился 8 февраля 1915 года в городе Бржецлав.
Наивысшего успеха в своей спортивной карьере добился в сезоне 1936 года, когда вошёл в состав чехословацкой национальной сборной и благодаря череде удачных выступлений удостоился права защищать честь страны на летних Олимпийских играх в Берлине. В составе экипажа-восьмёрки, куда также вошли гребцы Карел Брандштеттер, Павел Парак, Рудольф Баранек, Ладислав Смолик, Франтишек Шир, Франтишек Кобзик, Антонин Грстка и рулевой Бедржих Прохазка, занял последнее пятое место на предварительном квалификационном этапе и в дополнительном отборочном заезде так же выступил неудачно. Таким образом, в решающем финальном заезде участия не принимал.
После берлинской Олимпиады Голобрадек больше не показывал сколько-нибудь значимых результатов в академической гребле на международной арене.
Умер 13 января 1986 года в возрасте 70 лет.